# Pleuraphodius abax
Pleuraphodius abax är en skalbaggsart som beskrevs av S. Endrödi 1960. Pleuraphodius abax ingår i släktet Pleuraphodius och familjen Aphodiidae. Inga underarter finns listade i Catalogue of Life.